# Calceolaria mexicana
Calceolaria mexicana är en toffelblomsväxtart. Calceolaria mexicana ingår i släktet toffelblommor, och familjen toffelblomsväxter.

## Underarter
Arten delas in i följande underarter:
- C. m. mexicana
- C. m. perijensis
- C. m. prostrata

## Bildgalleri

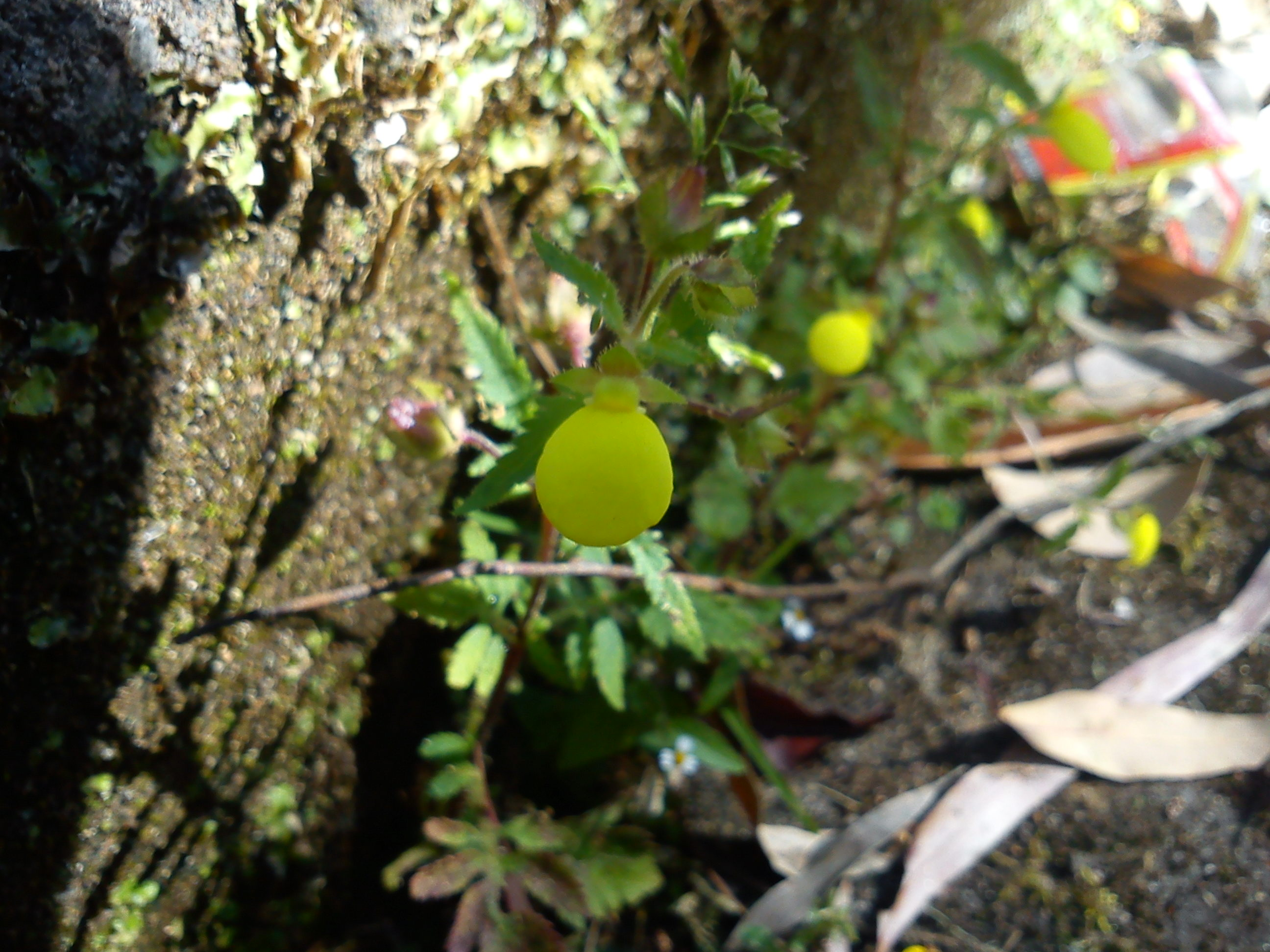